# Bernardo Rossellino
Bernardo di Matteo Gamberelli (1409 – 1464), beter bekend als Bernardo Rossellino, is geboren in Settignano (Florence) en was een leerling van Leone Battista Alberti.
Rossellino was een Italiaanse beeldhouwer en architect die vooral actief was in Toscane en Rome, maar bekend geworden is door zijn herstructurering van Pienza, de geboorteplaats van paus Pius II, de humanist Enea Silvio Piccolomini die hiertoe  opdracht gaf.
- Gemeinsame Normdatei: 118791214
- International Standard Name Identifier: 0000 0000 6629 9624
- Library of Congress Control Number: n85341115
- Nationale Bibliotheek van Israël: 987007422166905171
- Nationale Bibliotheek van Polen: a0000001222107
- Nederlandse Thesaurus van Auteursnamen: 071096949
- Réseau des bibliothèques de Suisse occidentale: 02-A003761828
- RKD-Nederlands Instituut voor Kunstgeschiedenis: 130283
- SNAC: w61560ws
- Système universitaire de documentation: 159765803
- Union List of Artist Names: 500025681
- Virtual International Authority File: 50021476
- WorldCat: E39PBJj4pryW3kktKcwqDR8cT3